# Otpor!
Otpor! je bilo srbsko študentsko gibanje, ki je z revolucionarnimi metodami in s finančno pomočjo Zahoda vodilo boj za zrušitev Slobodana Miloševića z oblasti leta 2000.
Gibanje je bilo osnovano oktobra 1998 kot odgovor na nove zakone o univerzah in medijih, ki niso ustrezali študentom. Sprva je imelo gibanje aktiviste le na Beograjski univerzi, po Natovem bombardiranju Zvezne republike Jugoslavije pa je preraslo v politično gibanje. Policija je po celi državi skušala zatreti Otpor, pri tem je bilo aretiranih skoraj 2000 njegovih pripadnikov. S svojo najbolj znano kampanjo za predsednika Srbije septembra 2000 je gibanje z več kot 1.500.000 transparenti z obrazom Miloševića in sloganom „Gotov je“ učinkovito pripomoglo k padcu Miloševićeve vlade. Na svojem vrhuncu je v Otporu! delovalo čez 70.000 aktivistov.
Po revoluciji 5. oktobra 2000 je gibanje z vlogo psa čuvaja sprožilo kampanjo odgovornosti nove vlade do demokratičnih reform in boja proti korupciji, kot tudi za sicer nepriljubljeno sodelovanje z Mednarodnim kazenskim sodiščem v Haagu. Zanimanje zanj je vsled pomanjkanja ciljev kot tudi zaradi družbene razbremenitve napetosti po padcu režima uplahnilo. Skupina se je preoblikovala v politično stranko, ki je na parlamentarnih volitvah leta 2003 dobila zgolj 62.116 glasov, to je 1,63%, kar je bilo premalo za prestopitev praga srbskega parlamenta. Na koncu se je Otpor! septembra 2004 stopil z Demokratsko stranko, ki jo je tedaj vodil predsednik Srbije in Črne Gore Boris Tadić.
Za simbol Otpora! je bila privzeta pest - model roke Sarumana, lika iz knjige Gospodar prstanov J. R. R. Tolkiena.